# Pipili
Pipili là một thị xã và là nơi đặt ủy ban khu vực quy hoạch (notified area committee) của quận Puri thuộc bang Orissa, Ấn Độ.

## Địa lý
Pipili có vị trí 20°07′B 85°50′Đ / 20,12°B 85,83°Đ Nó có độ cao trung bình là 25 mét (82 feet).

## Nhân khẩu
Theo điều tra dân số năm 2001 của Ấn Độ, Pipili có dân số 14.263 người. Phái nam chiếm 51% tổng số dân và phái nữ chiếm 49%. Pipili có tỷ lệ 70% biết đọc biết viết, cao hơn tỷ lệ trung bình toàn quốc là 59,5%: tỷ lệ cho phái nam là 77%, và tỷ lệ cho phái nữ là 63%. Tại Pipili, 12% dân số nhỏ hơn 6 tuổi.